# Алевтина
Алевти́на — женское русское личное имя греческого происхождения. Одни возводят имя к греческому слову aleuō в значении «отражать, отбивать» или «отнять, отрезать». По другой версии, возможно из церковного имени Уалентина (Валентина).
На Русь попало с христианством из Византии. Согласно В. А. Никонову, в 1970—1980-х годах в СССР делались попытки это имя воскресить.

## Именины
- Православные (даты даны по григорианскому календарю)[4]: 29 июля

## Известные носители

### В христианстве
- Алевтина (Валентина) Кесарийская (Палестинская), мученица, память 16 (29) июля.